# Аббатство Вестмалле
Аббатство Вестмалле (нидерл. Abdij der Trappisten van Westmalle), официально аббатство Непорочного Сердца Марии (нидерл. Abdij van Onze-Lieve-Vrouw van het Heilig Hart) — траппистское аббатство в селе Вестмалле, община Мале, округ Антверпен провинции Антверпен на севере Бельгии.

## История
Аббатство было основано как приорат 6 июня 1794 г. В 1795 г., во время Французской революции, монахи были изгнаны, а монастырь был заброшен в течение 7 лет, до 1802 года, когда монастырь был восстановлен. 28 июля 1811 г., по императорскому указу Наполеона I, иностранные монахи были изгнаны из Французской Империи, и в монастыре остались только трое монахов. 21 августа 1814 года монахи вернулись в монастырь. Вестмалле — первый монастырь в Бельгии, восстановленный после революции. Монастырь, который до этого был приоратом, стал траппистским аббатством 22 апреля 1836 года. Монастырский комплекс в его нынешнем виде был построен и завершено около 1900 г.
Сегодня аббатство — действующий католический монастырь, член Ордена цистерцианцев строгого соблюдения (Ordo Cisterciensis Strictioris Observantiae).

## Траппистские продукты
Аббатство Вестмалле производит два продукта — пиво и сыр, которые могут носить логотип "Аутентичный траппистский продукт".

### Пиво Вестмалле

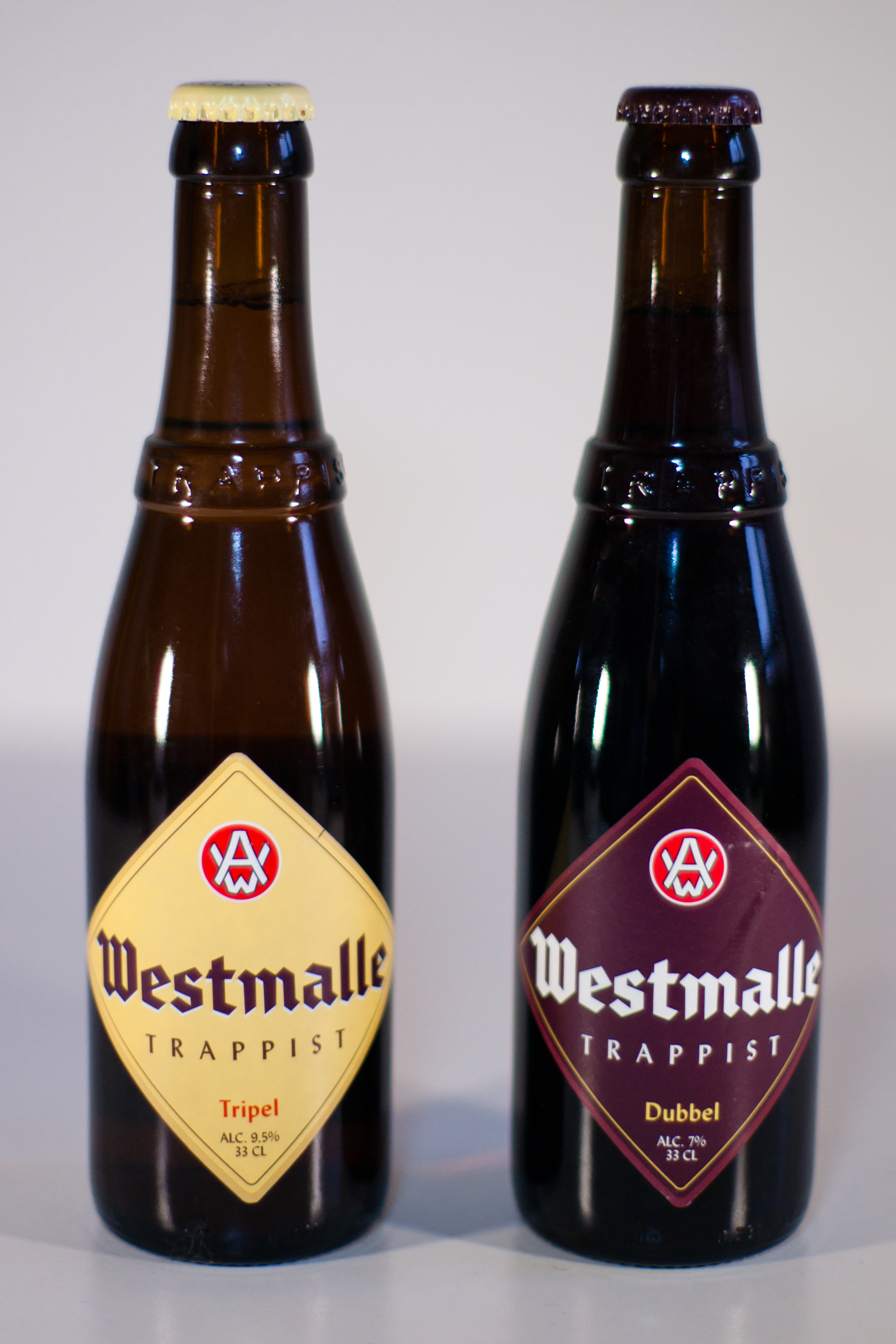

Сегодня аббатство известно своим траппистским пивом. В 1836 году под руководством аббата Мартинуса Дома началось строительство пивоварни. 10 декабря 1836 г. выпущена первая партия пива с относительно низким содержанием алкоголя и сладким вкусом. В течение многих лет, пиво производилось только для собственного потребления монахов. Только в 1856 году монахи начали продавать пиво у входа в аббатство. Согласно счётным книгам аббатства, на 1 января 1861 г. пиво продавалось по цене 60 бельгийских франков.
Спрос на траппистское пиво растёт из года в год, и это требует расширения пивоварни в 1865 и 1897 г. В годы Первой мировой войны производство пива сокращается, и оно активизируется вновь лишь в 1921 г. С 1921 года пиво распространяется через дистрибьюторов, что приводит к увеличению продаж.  В начале 1934 г. построена новая пивоварня. В 1968 г. запущена в эксплуатацию новая очистительная станция, в 1991 г. — компьютерный центр управления, в 2000 г. — новый разливочный цех и новый подвал для хранения.
В 1856 г. аббатская пивоварня начала производить крепкое пиво, которое называется дуббель. В 1934 г. начинается производство и первого пива трипель с ещё большим содержанием алкоголя — 9,5%. В то же время производство пива началось в новой пивоварне, построенной в 1933 г.
После расширения и модернизации производства в 1991 и 2000 г. в настоящее время пивоварня Вестмалле способна производить 45 000 бутылок в час. По данным за 2010 г., годовой объём производства пивоварни составляет 120 000 гектолитров пива.
Как и в случае других траппистских пивоварен, доходы от продажи пива идут на финансовую поддержку аббатства и на благотворительные цели. Значительная часть персонала пивоварни являются монахами, хотя большинство работников — 40 из 62 — миряне.
Торговый ассортимент пивоварни включает 3 марки:
- Westmalle Dubbel — крепкое тёмное пиво красновато-коричневого цвета с содержанием алкоголя 7,0%. Отличается богатым вкусом и ароматом кофе, тёмного солода и фруктов, обладает долгим, сухим послевкусием. Это первый пример траппистского пива дубель. Производство начато в 1856 г., рецепт приготовления не меняется с 1926 г. Разливается в стеклянные бутылки по 0,33 л и 0,75 л (Magnum)[3].
- Westmalle Tripel — светлое крепкое пиво золотистого цвета с содержанием алкоголя 9,5%. Отличается вкусом хмеля, лёгкой горчинкой и фруктовым ароматом с нотками ванили, долгим и сухим горьковатым послевкусием. Это первый пример траппистского пива трипель. Первое пиво с таким названием появилось на рынке в 1934 г., рецепт производства не менялся с 1956 г. Разливается в стеклянные бутылки по 0,33 л и 0,75 л (Magnum). Пиво подвергается вторичной ферментации в бутылках в течение трёх недель[4].
- Westmalle Extra — лёгкое пиво светло-золотистого цвета, свежим вкусом и ароматом. Содержание алкоголя 4,5–5,0%. Это пиво, как правило, предназначено для собственных нужд аббатства и гостей. Продаётся только в аббатстве (т.н. "пиво отцов"). Разливается в стеклянные бутылки ёмкостью 0,33 литра.

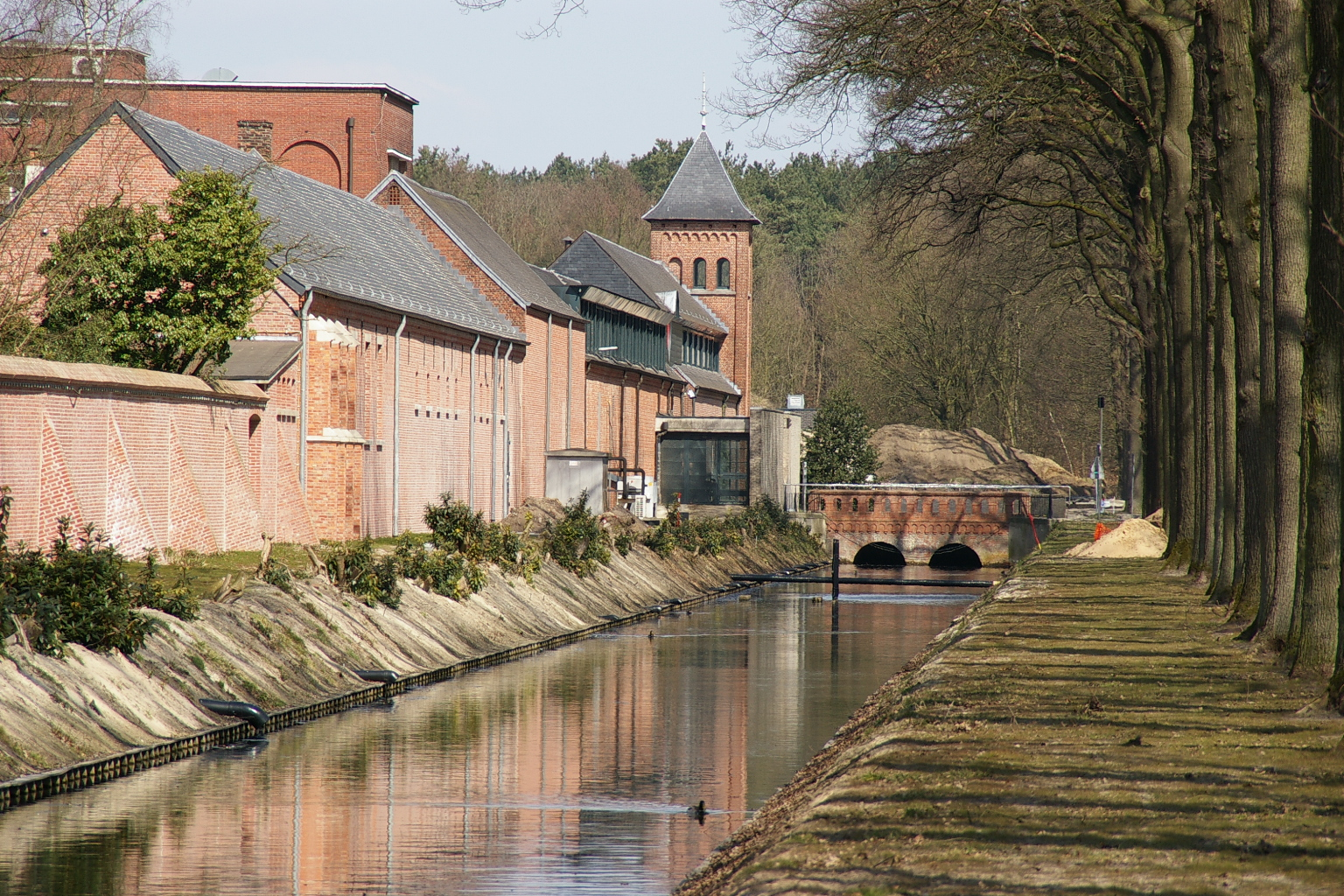
Монастырские стены

### Сыр Вестмалле
Вестмалле — траппистский сыр, изготовленный из непастеризованного сырого коровьего молока от собственной аббатской молочной фермы. Полутвёрдый, слабосолёный, с однородной структурой.
Производство осуществляется наиболее естественным возможным способом, без пастеризации, без консервантов, красителей и добавок. Сыр прессуют в прямоугольные формы и погружают в рассол. Сыр созревает в течение 4-х недель при температуре от 13 до 15 °С. Производится в ограниченном количестве и продаётся только у входа в монастырь и в Trappisten Café у аббатства.